# Marguerite Brián-Schwarck
Marguerite Brián-Schwarck (1885-1971) var en dansk operasangerinde og sanglærer. Gift med kapelmester og komponist Ernst Poul Schwarck med hvilken hun fik børnene Rolf, Gösta, Christel og Volmer. 